# Pseudopleuronectes obscurus
Espèce
Pseudopleuronectes obscurus est une espèce de poissons appartenant à la famille des Pleuronectidae.